# Georgeta Hlihor
Georgeta Hlihor (n. 7 ianuarie 1962, Unirea, România) este un artist plastic român, membră a Uniunii Artiștilor Plastici din România din anul 1992.

## Biografie
Georgeta Hlihor (Adam) s-a născut la 7 ianuarie 1962, în localitatea Unirea, județul Ialomița. A urmat școala primară și gimnazială la Fetești și liceul la Constanța. Este absolventă a Institutului de Arte Plastice „Nicolae Grigorescu” București, Facultatea de Arte Decorative, Secția Tapiserie - imprimeuri, promoția 1985, la clasa profesoarei Ileana Balotă. În perioada 1985-1990 a lucrat la atelierul de creație al Întreprinderii „Textila”, Buzău. A fost profesor la Școala Populară de Artă Buzău (1990-1992), iar din anul 1992 este profesor de arte decorative la Liceul de Arte „Margareta Sterian” Buzău, gradul didactic I.
Georgeta Hlihor este membră a Uniunii Artiștilor Plastici din România, Secția de Arte Decorative, din anul 1992.
Participă cu lucrări la expoziții județene, personale și de grup organizate de Uniunea Artiștilor Plastici din România, la expoziții naționale și internaționale.
În perioada 1 august – 13 septembrie 2019, împreună cu elevii săi, a participat la expoziția de pictură numită „Tineri artiști, martori ai viitorului”, la Institutul Cultural Român de la Tel Aviv. Au fost expuse 33 de lucrări realizate pe pânză, în ulei și respectiv acuarelă. Alături de elevii buzoieni, au fost prezenți și tineri artiști plastici, elevi ai colegiilor naționale de artă din Bacău, Iași, Tulcea si Dorohoi, care au participat la tabăra de pictură organizată de Federația Comunităților Evreiești din România și Fundația Filderman, în parteneriat cu Guvernul României - Departamentul pentru Relații Interetnice. La evenimentul de deschidere a expoziției a participat și prof. Ioan Burlacu de la Colegiul Național de Artă „George Apostu” din Bacău.
Georgeta Hlihor are lucrări în colecții din țară și străinătate: Belgia, Anglia, Franța.

## Activitatea artistică

### Expoziții personale
- 2014 – Galeria „Orizont” –„Cuprinsul necuprins” - București
- 2010 – Galeria „Foișor” Palatul Mogoșoaia – București
- 2010 – 2008 – 2005 – 1998 – Galeriile de Artă Buzău
- 2003 – Galeria „Dunărea” – Brăila
- 1999 – Galeria „Căminul Artei” – București
- 1994 – Galeria „Simeza” – București

### Expoziții naționale, internaționale și de grup (selectiv)
- 2024 – Expoziția de artӑ vizualӑ „Steaguri medievale imaginare”[5], ediția a III-a, la Sala de Expoziții „Constantin Brâncuși”,
- 2024 – West Meets East – A Cultural Book Exchange[6], a 13-a ediție, Galeria Orizont,
- 2022 – Expoziție de grup „Sensuri” – Centrul Cultural „Ionel Perlea”, Slobozia,
- 2021 – Expoziția „Metamorfozen plastice” - Galeria de Artă a Accademiei di Romania in Roma,
- 2019 – Stagiunea Permanentă de Artă Plastică „Temeiuri”, intitulată „Șapte”, la Biblioteca Metropolitană București,
- 2014 – Expoziția „Regenerare” – Grădina Botanică, București,
- 2014, 2013 – Salonul de arte „Saloanele Moldovei” – Bacău, Chișinău,
- 2013 – Membru în juriul Salonului de Artă decorativă – Muzeul Național Cotroceni, București,
- 2013 – Expoziția de miniaturi textile, Sala Orizont, București,
- 2013 – Expoziția Carte-obiect- Eminescu, Biblioteca Națională București, Galeriile de Artă Iași,
- 2012 – Expoziția de artă plastică și decorativă, Galeriile de artă, Buzău,
- 2012 – Expoziția de iarnă, Sala Orizont, București,
- 2012 – Salonul „Decorative Art” – Sala „C. Brâncuși”, Palatul Parlamentului, București,
- 2012 – Salonul de Arte Textile „Mix” – Galeria Orizont, București,
- 2012 – Expoziția „Istorii rescrise” – Muzeul de Istorie a României, București,
- 2011– Expoziția „Carte-obiect” – Iași, București (Palatul Parlamentului),
- 2011– Salonul Național de Artă Contemporană – Râmnicu Vâlcea,
- 2012-2011– Salonul Național de Miniaturi textile – Galeria „Orizont”, București,
- 2010 – Expoziție de grup – Galeria Municipiului București;
- 2009 – 2008 Salonul de Artă Decorativă, Muzeul Național Cotroceni, București,
- 2008 – „Rusaliile artistului” – Galeria Artis, București,
- 2008-2007– Salonul anual de Artă, Galeriile de Artă, Buzău,
- 2007 – Expoziția națională de tapiserie, București, Palatul Parlamentului,
- 2007 – Expoziția de grup „Home Art”, Galeriile de Artă, Râmnicu Vâlcea,
- 2006 – Expoziția „Interferențe”, Muzeul de Arte vizuale, Galați,
- 2006 – Expoziția „Interferences”, Galeria Fayla, Bruxelles, Belgia,
- 2006 – Trienala de Tapiserie – București, Brăila, Constanța, Craiova,
- 2006 – Trienala Internațională de Broderie, Cluj Napoca,
- 2006 – Expoziția „Tradiție și modernitate” – Galeria Fayla, Bruxelles, Belgia,
- 2005 – Expoziție de grup, Galeria „Căminul Artei” București,
- 2006, 2005, 2003 – Expoziție concurs „Lascar Vorel”, Piatra Neamt,
- 2004,2003 – Expoziție de grup „Hexagon Art”, Buzău, București,
- 2010, 1997 – Bienala Artelor „Ioan Andreescu”, Buzău,
- 2003 – Trienala de Tapiserie, Galeria „Artis”, București,
- 2003, 2000, 1997 – Saloanele Moldovei, Bacău, Chișinău,
- 2002 – Expoziție de Tapiserie Românească, Veneția, Italia,
- 2002, 2001– Expoziția „Intersalon AJV”, Budejovice, Cehia,
- 2002, 1996 – Salonul Național de Artă Decorativă, Bârlad,
- 2001 – Expoziție de grup, Galeria „Căminul Artei”, București,
- 2001 – Salonul Național de Artă, „Romexpo”, București,
- 1998 – Expoziție de grup, Oudenaarde, Belgia,
- 1997 – Expoziția de Artă Decorativă, Muzeul Național Cotroceni, București,
- 1997 – Trienala tinerelor talente, Charleroi, Belgia,
- 1997, 1994 – Expoziția Naționala de Broderie, Cluj-Napoca,
- 1995, 1990 – Salonul Bienal de Desen, Arad,
- 1994 – Expoziția „Expresii textile”, Galeria „Simeza”, București,
- 1994 – Trienala de Tapiserie, Palatul Parlamentului, București,
- 1993, 1990 – Salonul Artelor Decorative, Teatrul Național București,
- 1990, 1989, 1987 – Expoziția Tineretului, Sala Dalles, București,
- 1989 – Quadrienala Artelor Decorative, Sala Dalles, București,
- 1986 – Trienala Artelor Decorative, Sala Dalles, București,

### Tabere de creație și simpozioane
- 2012 – Membru în comisia de jurizare a Salonului de Arte Decorative, Cotroceni , București,
- 2001 – Tabăra internațională – Blasova, Braila,
- 2000 – Tabăra internațională – Blasova, Braila,
- 1997 – Simpozion și Expoziția tinerelor talente, Charleroi, Belgia,
- 1986 – Tabăra națională de artă a U.A.P. Cozia, Vâlcea.

## Premii
- 2006 – Premiul pentru lucrarea „Ploaia” la Trienala Internațională de Broderie, Cluj Napoca,
- 2003 – Premiul pentru tapiserie – Salonul Național de Artă „Lascar Vorel”, Piatra Neamț,
- 1998 – Premiul pentru artă decorativă – Bienala Artelor „Ioan Andreescu”, Buzău,
- 1997 – Premiul pentru tapiserie – Expoziția de Artă Decorativă, Muzeul Național Cotroceni, București.